# Лема (приток Лекмы)
Лема́ (удм. Люмы) — река в России, протекает по территории Унинского района Кировской области и Юкаменского района Удмуртии. Устье реки находится в 44 км по левому берегу Лекмы. Длина реки составляет 68 км, площадь бассейна — 277 км².
Река берёт начало на Красногорской возвышенности в Кировской области около деревни Мамоново (Канахинское сельское поселение) близ границы с Удмуртией. Общее направление течения — север и северо-восток. Протекает село Верхолемье (Сосновское сельское поселение), где на реке организована запруда и нежилые деревни Сосново и Луконинцы, ниже села перетекает в Удмуртию. В Удмуртии река протекает через село Пышкет и деревни Деряги, Филимоново, Истошур, Турчино и Кельдыки (все — Муниципальное образование «Пышкетское»); Новоелово, Беляново, Глазовский, Абашево и Шамардан (все — Муниципальное образование «Шамардановское»). Притоки — Султан, Бутун, Долгуша (левые).
Впадает в Лекму между деревней Усть-Лем и селом Ёжево Удмуртии. Ширина реки у устья — 20 метров.